# Società Sportiva Calcio Napoli 1970-1971
Questa voce raccoglie le informazioni riguardanti la Società Sportiva Calcio Napoli nelle competizioni ufficiali della stagione 1970-1971.

## Stagione

Il numero uno azzurro Dino Zoff battuto dallo juventino Giuseppe Furino nella sfortunata trasferta di Torino del 7 marzo 1971

Il club partenopeo, affidato a Giuseppe Chiappella, per questa stagione si assicurò le prestazioni di Sormani, di Ghio e del difensore Ripari, mentre Montefusco venne ceduto in prestito al Foggia.
In campionato i napoletani partirono con passo sicuro, ritrovandosi al comando dopo nove giornate, prima di essere sconfitti dal Milan (1-0). Nelle undici giornate successive gli azzurri perdettero solo due partite, contro il Bologna e la Juventus, prima del decisivo big match di San Siro contro l'Inter, terminato 2-1 per i meneghini, con roventi polemiche da parte campana per l'arbitraggio di Sergio Gonella.
Negli ultimi otto turni il Napoli raccolse quattro vittorie, due pareggi e altrettante sconfitte, chiudendo il campionato al terzo posto della classifica con 39 punti, alle spalle del Milan, secondo con tre lunghezze in più, e dell'Inter, campione d'Italia con 46 punti. La linea difensiva azzurra, composta da Zoff, Ripari, Pogliana, Zurlini e Panzanato, risulta la meno battuta del torneo con 19 reti subite.
In Coppa Italia il Napoli fece un buon percorso, vincendo nel precampionato il proprio girone eliminatorio contro Casertana, Catania e Reggina; quindi nei quarti di finale superò nel doppio confronto il Cesena, qualificandosi al girone finale che tuttavia chiuse all'ultimo posto, dietro a Fiorentina, Milan e al Torino che si fregiò del trofeo.

## Divise
| Casa | Trasferta | Portiere |

## Organigramma societario
Area direttiva
- Presidente: Corrado Ferlaino

Area tecnica
- Allenatore: Giuseppe Chiappella

## Rosa
| N. |                   | Ruolo | Calciatore        |
| -- | ----------------- | ----- | ----------------- |
|    | Italia (bandiera) | P     | Marcello Trevisan |
|    | Italia (bandiera) | P     | Dino Zoff         |
|    | Italia (bandiera) | P     | Luigi Luongo      |
|    | Italia (bandiera) | D     | Luciano Monticolo |
|    | Italia (bandiera) | D     | Dino Panzanato    |
|    | Italia (bandiera) | D     | Luigi Dinunno     |
|    | Italia (bandiera) | D     | Carlo Ripari      |
|    | Italia (bandiera) | D     | Giacomo Vianello  |
|    | Italia (bandiera) | D     | Mario Zurlini     |
|    | Italia (bandiera) | D     | Luigi Pogliana    |
|    | Italia (bandiera) | D     | Stelio Nardin     |

| N. |                   | Ruolo | Calciatore                 |
| -- | ----------------- | ----- | -------------------------- |
|    | Italia (bandiera) | C     | Ottavio Bianchi            |
|    | Italia (bandiera) | C     | Gian Piero Ghio            |
|    | Italia (bandiera) | C     | Antonio Juliano (capitano) |
|    | Italia (bandiera) | C     | Giovanni Improta           |
|    | Italia (bandiera) | C     | Gaspare Umile              |
|    | Italia (bandiera) | A     | Alessandro Abbondanza      |
|    | Italia (bandiera) | A     | José Altafini              |
|    | Italia (bandiera) | A     | Giuseppe Cattaneo          |
|    | Svezia (bandiera) | A     | Kurt Hamrin                |
|    | Italia (bandiera) | A     | Angelo Benedicto Sormani   |

## Calciomercato
| Acquisti | Acquisti                 | Acquisti | Acquisti   |
| R.       | Nome                     | da       | Modalità   |
| -------- | ------------------------ | -------- | ---------- |
| A        | Angelo Benedicto Sormani | Milan    | definitivo |
| A        | Gian Piero Ghio          | Lazio    | definitivo |
| D        | Carlo Ripari             | Verona   | definitivo |
| A        | Giuseppe Cattaneo        | Atalanta | prestito   |
| A        | Alessandro Abbondanza    | Pisa     | prestito   |
| A        | Gaspare Umile            | Angri    | definitivo |

| Cessioni | Cessioni             | Cessioni | Cessioni   |
| R.       | Nome                 | a        | Modalità   |
| -------- | -------------------- | -------- | ---------- |
| A        | Paolo Barison        | Ternana  | definitivo |
| C        | Vincenzo Montefusco  | Foggia   | prestito   |
| A        | Pierpaolo Manservisi | Lazio    | definitivo |
| A        | Ivano Bosdaves       | Atalanta | definitivo |
| A        | Virginio Canzi       | Brescia  | definitivo |

## Risultati

### Serie A

#### Girone di andata
| Arbitro: | Gialluisi (Barletta) |

|              |           |  |
| Altafini 22’ | Marcatori |  |

| Arbitro: | Barbaresco (Cormons) |

|  |           |             |
|  | Marcatori | 50’ Bianchi |

| Napoli 11 ottobre 1970 3ª giornata | Napoli             | 0 – 0 | Foggia | Stadio San Paolo\| Arbitro: \| Carminati (Milano) \| |
| Arbitro:                           | Carminati (Milano) |       |        |                                                      |

| Arbitro: | Sbardella (Roma) |

|  |           |             |
|  | Marcatori | 11’ Sormani |

| Arbitro: | Lo Bello (Siracusa) |

|              |           |  |
| Pogliana 45’ | Marcatori |  |

| Arbitro: | Bernardis (Roma) |

|  |           |             |
|  | Marcatori | 14’ Bianchi |

| Arbitro: | Monti (Ancona) |

|                       |           |          |
| Pogliana 70’ Ghio 75’ | Marcatori | 50’ Jair |

| Roma 29 novembre 1970 8ª giornata | Lazio             | 0 – 0 | Napoli | Stadio Olimpico\| Arbitro: \| Angonese (Mestre) \| |
| Arbitro:                          | Angonese (Mestre) |       |        |                                                    |

| Arbitro: | Lattanzi (Roma) |

|              |           |             |
| Rampanti 53’ | Marcatori | 74’ Juliano |

| Arbitro: | Lo Bello (Siracusa) |

|  |           |           |
|  | Marcatori | 36’ Prati |

| Arbitro: | Gussoni (Tradate) |

|                          |           |  |
| Abbondanza 20’ Umile 83’ | Marcatori |  |

| Arbitro: | Gonella (Torino) |

|                         |           |                     |
| Del Sol 74’ Liguori 82’ | Marcatori | 13’ Hamrin 42’ Ghio |

| Arbitro: | Sbardella (Roma) |

|              |           |  |
| Altafini 54’ | Marcatori |  |

| Arbitro: | Angonese (Mestre) |

|                    |           |  |
| Zurlini 42’ (aut.) | Marcatori |  |

| Arbitro: | Branzoni (Pavia) |

|            |           |  |
| Hamrin 58’ | Marcatori |  |

#### Girone di ritorno
| Arbitro: | Picasso (Chiavari) |

|          |           |             |
| Nuti 44’ | Marcatori | 74’ Sormani |

| Napoli 7 febbraio 1971 17ª giornata | Napoli           | 0 – 0 | Sampdoria | Stadio San Paolo\| Arbitro: \| Sbardella (Roma) \| |
| Arbitro:                            | Sbardella (Roma) |       |           |                                                    |

| Arbitro: | Monti (Ancona) |

|  |           |                                      |
|  | Marcatori | 20’ Sormani 60’ Bianchi 68’ Altafini |

| Napoli 28 febbraio 1971 19ª giornata | Napoli          | 0 – 0 | Fiorentina | Stadio San Paolo\| Arbitro: \| Lattanzi (Roma) \| |
| Arbitro:                             | Lattanzi (Roma) |       |            |                                                   |

| Arbitro: | Monti (Ancona) |

|                                               |           |             |
| Causio 3’ Anastasi 22’ Bettega 33’ Furino 68’ | Marcatori | 58’ Zurlini |

| Arbitro: | Gussoni (Tradate) |

|           |           |  |
| Umile 25’ | Marcatori |  |

| Arbitro: | Gonella (Torino) |

|                            |           |              |
| Boninsegna 55’ (rig.), 58’ | Marcatori | 40’ Altafini |

| Arbitro: | Picasso (Chiavari) |

|                       |           |  |
| Sormani 22’ Umile 33’ | Marcatori |  |

| Arbitro: | Angonese (Mestre) |

|                   |           |  |
| Altafini 41’, 90’ | Marcatori |  |

| Arbitro: | Lo Bello (Siracusa) |

|           |           |                    |
| Combin 5’ | Marcatori | 23’ (aut.) Maldera |

| Arbitro: | Sbardella (Roma) |

|  |           |                         |
|  | Marcatori | 45’ Ghio 78’ Abbondanza |

| Arbitro: | Gussoni (Tradate) |

|             |           |                            |
| Sormani 11’ | Marcatori | 28’ Cappellini 61’ Salvori |

| Arbitro: | Giunti (Arezzo) |

|          |           |         |
| Riva 63’ | Marcatori | 6’ Ghio |

| Arbitro: | Ciacci (Firenze) |

|                                            |           |  |
| Improta 8’ (rig.) Altafini 10’ Bianchi 66’ | Marcatori |  |

| Arbitro: | Bianchi (Firenze) |

|           |           |  |
| Fogli 75’ | Marcatori |  |

### Coppa Italia

#### Primo turno
| Arbitro: | Pieroni (Roma) |

|               |           |                                                                |
| Bongiorni 41’ | Marcatori | 11’, 67’ Sormani 60’ Zurlini 67’ Ghio 71’ Altafini 86’ Bianchi |

| Arbitro: | Gussoni (Tradate) |

|  |           |                          |
|  | Marcatori | 68’ Sormani 76’ Altafini |

| Arbitro: | Cantelli (Firenze) |

|                                 |           |  |
| Improta 72’ (rig.) Altafini 89’ | Marcatori |  |

#### Quarti di finale
| Arbitro: | Vacchini (Milano) |

|             |           |  |
| Sormani 23’ | Marcatori |  |

| Arbitro: | Gussoni (Tradate) |

|              |           |  |
| Ferrario 87’ | Marcatori |  |

#### Girone finale
| Arbitro: | Picasso (Chiavari) |

|             |           |            |
| Juliano 16’ | Marcatori | 7’ Mariani |

| Arbitro: | Francescon (Padova) |

|                     |           |                                |
| Paina 25’ Prati 88’ | Marcatori | 21’ (rig.) Improta 45’ Bianchi |

| Arbitro: | Branzoni (Pavia) |

|             |           |                           |
| Juliano 50’ | Marcatori | 14’, 23’ Rampanti 43’ Bui |

| Arbitro: | Lattanzi (Roma) |

|                         |           |  |
| Esposito 24’ Vitali 27’ | Marcatori |  |

| Arbitro: | Pieroni (Roma) |

|                                             |           |                       |
| Improta 26’ (rig.) Altafini 65’ Juliano 73’ | Marcatori | 75’ Combin 84’ Rivera |

| Arbitro: | Monti (Ancona) |

|                         |           |  |
| Petrini 19’ Ferrini 90’ | Marcatori |  |

## Statistiche

### Statistiche di squadra
| Competizione | Punti | In casa | In casa | In casa | In casa | In casa | In casa | In trasferta | In trasferta | In trasferta | In trasferta | In trasferta | In trasferta | Totale | Totale | Totale | Totale | Totale | Totale | DR  |
| Competizione | Punti | G       | V       | N       | P       | Gf      | Gs      | G            | V            | N            | P            | Gf           | Gs           | G      | V      | N      | P      | Gf     | Gs     | DR  |
| ------------ | ----- | ------- | ------- | ------- | ------- | ------- | ------- | ------------ | ------------ | ------------ | ------------ | ------------ | ------------ | ------ | ------ | ------ | ------ | ------ | ------ | --- |
| Serie A      | 39    | 15      | 10      | 3       | 2       | 17      | 5       | 15           | 5            | 6            | 4            | 16           | 14           | 30     | 15     | 9      | 6      | 33     | 19     | +14 |
| Coppa Italia | -     | 5       | 3       | 1       | 1       | 8       | 6       | 6            | 3            | 1            | 2            | 12           | 7            | 11     | 6      | 2      | 3      | 20     | 13     | +7  |
| Totale       | -     | 20      | 13      | 4       | 3       | 25      | 11      | 21           | 8            | 7            | 4            | 28           | 21           | 41     | 21     | 11     | 9      | 53     | 32     | +21 |

### Statistiche dei giocatori
| Giocatore      | Serie A  | Serie A | Coppa Italia | Coppa Italia | Totale   | Totale |
| Giocatore      | Presenze | Reti    | Presenze     | Reti         | Presenze | Reti   |
| -------------- | -------- | ------- | ------------ | ------------ | -------- | ------ |
| A. Abbondanza  | 12       | 2       | 1            | 0            | 13       | 2      |
| J. Altafini    | 25       | 7       | 11           | 4            | 36       | 11     |
| O. Bianchi     | 27       | 4       | 10           | 2            | 37       | 6      |
| A. Bonaldi     | -        | -       | 1            | 0            | 1        | 0      |
| G. Capodiferro | -        | -       | 1            | 0            | 1        | 0      |
| A. Gagliardi   | -        | -       | 1            | 0            | 1        | 0      |
| G. Ghio        | 27       | 4       | 8            | 1            | 35       | 5      |
| K. Hamrin      | 17       | 2       | 6            | 0            | 23       | 2      |
| G. Improta     | 30       | 1       | 11           | 3            | 41       | 4      |
| A. Juliano     | 25       | 1       | 11           | 3            | 36       | 4      |
| L. Monticolo   | 14       | 0       | 11           | 0            | 25       | 0      |
| S. Nardin      | -        | -       | 1            | 0            | 1        | 0      |
| D. Panzanato   | 29       | 0       | 11           | 0            | 40       | 0      |
| L. Pogliana    | 29       | 2       | 9            | 0            | 38       | 2      |
| C. Ripari      | 21       | 0       | 5            | 0            | 26       | 0      |
| A. Sormani     | 25       | 5       | 5            | 4            | 30       | 9      |
| N. Ulivieri    | -        | -       | 1            | 0            | 1        | 0      |
| G. Umile       | 9        | 3       | 4            | 0            | 13       | 3      |
| G. Vianello    | 4        | 0       | 6            | 0            | 10       | 0      |
| D. Zoff        | 30       | -17     | 11           | -13          | 41       | -30    |
| M. Zurlini     | 28       | 1       | 5            | 1            | 33       | 2      |